# La Forêt-le-Roi
La Forêt-le-Roi – miejscowość i gmina we Francji, w regionie Île-de-France, w departamencie Essonne.
Według danych na rok 1990 gminę zamieszkiwało 338 osób, a gęstość zaludnienia wynosiła 43 osób/km² (wśród 1287 gmin regionu Île-de-France La Forêt-le-Roi plasuje się na 901. miejscu pod względem liczby ludności, natomiast pod względem powierzchni na miejscu 497.).